# Ларга (Гургіу, Муреш)
Ларга (рум. Larga) — село у повіті Муреш в Румунії. Входить до складу комуни Гургіу.
Село розташоване на відстані 280 км на північ від Бухареста, 41 км на північний схід від Тиргу-Муреша, 100 км на схід від Клуж-Напоки, 140 км на північ від Брашова.

## Населення
За даними перепису населення 2002 року у селі проживали 125 осіб, з них 122 особи (97,6%) румунів. Рідною мовою 122 особи (97,6%) назвали румунську.